# 厄梅尔·卡尔永朱
厄梅尔·索耶·卡尔永朱（土耳其語：Ömer Soyer Kalyoncu；1950年—），是北賽普勒斯的政治家、共和土族黨中央行政委員會（土耳其語：Merkez Yönetim Kurulu；MYK）的成員，自2015年7月16日起成為北賽普勒斯總理。